# Hartmut Goldschmidt
Hartmut Goldschmidt (* 22. Oktober 1956 in Forst (Lausitz)) ist ein deutscher Internist. Schwerpunkt seiner Tätigkeit ist die Optimierung von Diagnostik und Therapie des Multiplen Myeloms.

## Leben
Goldschmidt machte 1975 sein Abitur an der Erweiterten Oberschule in Forst (Lausitz). 1982 schloss er sein Medizinstudium mit seiner Diplomarbeit „Die Diagnostik und Therapie der aplastischen Anämien“ an der Humboldt-Universität zu Berlin ab und erwarb seine Approbation als Arzt. 1984 verteidigte er ebenda seine Promotion mit seiner Dissertation „Zur Klinik der autoimmunhämolytischen Anämien“. Nach seiner Anerkennung als Internist 1988 und einer Weiterbildungsermächtigung für Hämatologie und Internistische Onkologie im Jahr 1992 habilitierte sich Goldschmidt 1997 an der Ruprecht-Karls-Universität Heidelberg zum Thema „Sequentielle Hochdosistherapie und Transplantation autologer peripherer Blutprogenitorzellen beim Multiplen Myelom“ und erhielt gleichzeitig die Lehrberechtigung für Innere Medizin. Von 1999 bis 2005 war Goldschmidt zunächst Leitender Oberarzt der Medizinischen Klinik und Poliklinik V der Ruprecht-Karls-Universität Heidelberg. Seit 2005 ist er Leiter der „Sektion Multiples Myelom“ sowohl der Medizinischen Klinik Heidelberg als auch des dortigen Nationalen Centrums für Tumorerkrankungen (NCT).
Goldschmidt ist verheiratet und hat zwei Söhne. Sein jüngerer Bruder Jürgen Goldschmidt war zwischen 2006 und 2015 Bürgermeister von Forst.

## Schriften (Auswahl)
- Das Multiple Myelom (Plasmozytom). Diagnose und Therapie. 2. Auflage. UNI-MED, Bremen 2011, ISBN 978-3-8374-1032-7.
  - Das Multiple Myelom – Diagnose und Therapie. 3., überarbeitete Auflage. UNI-MED, Bremen 2023, ISBN 978-3-8374-1659-6.

## Auszeichnungen
- 2003: Paul-Martini-Preis
- 2005: Bundesverdienstkreuz am Bande
- 2006: Award der International Myeloma Foundation
- 2018: Deutscher Krebspreis